# سرگئی استپاشین
سرگئی استپاشین (روسی: Серге́й Вади́мович Степа́шин؛ زادهٔ ۲ مارس ۱۹۵۲) یک سیاست‌مدار اهل روسیه است.